# F-22USV 76mm野砲
76mm師団砲M1939(F-22 USVまたはUSV)（ロシア語: 76-мм дивизионная пушка образца 1939 года (УСВ, Ф-22 УСВ))）とは、ソビエト連邦がF-22野砲の後継として採用した師団野砲である。

## 開発
ソビエト連邦は赤軍の師団砲兵に配備させる新型の76mm野砲としてF-22野砲を開発していたが、重過ぎるという不満が出ていた。そこで1937年には仰角を45°までに制限し、砲の重量が1,500kgを超えないような新型野砲の開発が開始された。1938年4月から5月にかけて運用試験が行われ、1939年に制式採用された。
翌1940年には、より大口径のM-60 107mm師団砲が設計されたが、これは重量とコストが過大であったため、ごく少数の生産に終わった。
1941年にはじまった大祖国戦争序盤の大敗でソ連軍は多くの76mm野砲を失ったため、F-22USVは増産が急ピッチで行われたが砲架の構造が複雑なために量産ペースが思うように上がらなかった。このため1942年にはF-22USVの砲身をZiS-2 57mm対戦車砲の砲架に搭載したZiS-3 76mm野砲の生産が開始されるとF-22USVの生産は終了した。

## 運用
F-22USVは1939年の冬戦争で初めて実戦投入された。1941年からの大祖国戦争にも投入されたが、序盤の劣勢時に多数がドイツに鹵獲されている。残存砲はその後も使用され続けたが、逐次ZiS-3に更新されていった。
ドイツ軍は数百門のF-22USVを鹵獲し、7.62cm F.K.297(r)（ロシア製7.62cm 297型野砲）の制式名を与えて採用した。フィンランドも少数を鹵獲したが、こちらは運用されることはなかった。大戦後は東欧諸国や中国、北朝鮮などに供与されたと思われる。